# Caçu
| \| Caçu \|                       |
| Lage der Ortschaft Caçu in Goiás |
| Caçu                             |

| Caçu |

Caçu, amtlich portugiesisch Município de Caçu, alternativ Cassu, ist eine brasilianische politische Gemeinde im Bundesstaat Goiás. Sie liegt südwestlich der brasilianischen Hauptstadt Brasília und von Goiânia, der Hauptstadt des Bundesstaates. Caçu liegt im Südwesten von Goiás auf einer Hochebene mit 469 m mit einer flachen Topographie.
Weitere Ortschaften in der Gemeinde sind Ponte und Retiro.

## Lage
Caçu grenzt
- entlang dem nach Südosten fließenden Grenzfluss Rio Claro von Nord nach Süd an:
  - Aparecida do Rio Doce
  - Cachoeira Alta
  - Paranaiguara
  - São Simão
- im Südwesten an Itarumã
- im Nordwesten an Jataí

Die Gemeinde liegt zwischen den Grenzflüssen Rio Claro im Osten und Rio Verde im Westen. Beide fließen von Nordwest nach Südost und münden als rechte Zuflüsse in den Rio Paranaíba respektive seinen Ilha-Solteira-Stausee, der die südöstliche Gemeindegrenze bildet zum Bundesstaat Minas Gerais.